# Gramma brasiliensis
Gramma brasiliensis è un piccolo pesce d'acqua salata appartenente al genere Gramma.

## Etimologia
Deve il nome alla sua distribuzione, prospiciente alle coste Atlantiche del Brasile.

## Descrizione
Caratterizzato da una sgargiante bicromia (è infatti viola acceso anteriormente e giallo posteriormente), vive talvolta in gruppi di pochi esemplari, prediligendo anfratti e rocce del fondale marino come habitat naturale. G. brasiliensis, come tutte le altre specie del genere Gramma, è un pesce molto piccolo: tende a non superare i 6 cm di lunghezza.

## Distribuzione e habitat
Acque tropicali dell'Atlantico occidentale, specie nell'area compresa tra il 10º parallelo sud e il Tropico del Capricorno. Vive in acque tendenzialmente poco profonde (da pochi metri a poche decine di metri) e dalle temperature medie piuttosto elevate (tipiche dei mari tropicali).